# LPGA Tour 1967
Navigation
Édition précédente Édition suivante
Le LPGA Tour 1967 est la dix-huitième édition du Ladies Professional Golf Association Tour (LPGA), circuit professionnel féminin de golf, qui se déroule du 16 mars 1967 au 19 novembre 1967 exclusivement aux États-Unis à l'exception d'un tournoi au Canada. Cette dix-huitième édition de ce circuit permet de proposer un certain nombre de tournois professionnels destinés aux femmes en dehors des compétitions amateurs. La volonté de la professionnalisation des golfeuses leur permet désormais de gagner de l'argent en jouant au golf.
Cette saison comporte vingt-huit tournois, soit quatre de moins qu'en 1966, auxquels sont insérées des dotations financières en fonction du résultat de la golfeuse. Trois de ces tournois sont considérés comme « tournoi majeur » - l'Open américain, le Championnat du LPGA et le Western Open - et sont considérés comme les plus prestigieux et difficiles à remporter. Le tournoi majeur du Championnat Titleholders disparaît ainsi du calendrier.
L'Américaine Kathy Whitworth est désignée « Joueuse de l'année du LPGA » (« Player of the Year ») pour la deuxième année consécutive et gagne pour la troisième fois d'affilée le classement des gains avec 32 937 $ en remportant huit victoires dont deux tournois majeurs : le Championnat du LPGA et le Western Open. Le troisième tournoi majeur, l'Open américain, voit la victoire de la Française Catherine Lacoste, première européenne à s'imposer sur le LPGA depuis sa création avec également la particularité d'être amateure. Une autre non-américaine cette saison-là remporte un tournoi en la personne de l'Australienne Margie Masters. Auparavant, seule l'Uruguayenne Fay Crocker en tant que non-européenne était parvenue à s'imposer sur le LPGA entre 1955 et 1960. Enfin, le « Trophée Vare » récompensant la golfeuse ayant la moyenne de score la plus basse de la saison est également remporté par Kathy Whitworth pour la troisième fois.

## Histoire
Pour l'organisation de cette dix-huitième édition, tous les tournois se disputent aux États-Unis, à l'exception d'un tournoi au Canada, par des golfeuses principalement américaines professionnelles et amateures. Le calendrier établi fait débuter la saison par l'Open de St. Petersburg en Floride remporté par Marilynn Smith. Au cours de cette saison, tous les tournois ont été remportés par des golfeuses américaines professionnelles, à l'exception de deux tournois. Le premier est le tournoi majeur, l'Open américain, qui voit la victoire de la Française Catherine Lacoste, première européenne à s'imposer sur le LPGA depuis sa création avec également la particularité d'être amateure, et le second est la victoire de l'Australienne Margie Masters en fin de saison.
L'Américaine Kathy Whitworth est désignée « Joueuse de l'année du LPGA » (« Player of the Year ») pour la deuxième année consécutive et gagne pour la troisième fois d'affilée le classement des gains avec 32 937 $ en remportant huit victoires dont deux tournois majeurs : le Championnat du LPGA et le Western Open.

## Participantes à la saison LPGA 1967
Les participantes ont deux statuts. Certaines sont devenues professionnelles, et pour certaines avant la création de ce circuit, mais de nombreuses amateures prennent également part aux tournois sans toutefois pouvoir recevoir le montant des gains en raison de leur statut.
| Participantes    | Participantes     | Participantes    | Participantes    | Participantes      |
| Professionnelles | Professionnelles  | Professionnelles | Professionnelles | Professionnelles   |
| ---------------- | ----------------- | ---------------- | ---------------- | ------------------ |
| Kathy Ahern      | Patty Berg        | Donna Caponi     | Kathy Cornelius  | Clifford Ann Creed |
| Betsy Cullen     | Althea Darben     | Gail Davis       | Gloria Ehret     | Shirley Englehorn  |
| Jan Ferraris     | Sybil Griffin     | Marlene Hagge    | Sandra Haynie    | Lesley Holbert     |
| Judy Kimball     | Murle Lindstrom   | Carol Mann       | Margie Masters   | Susie Maxwell      |
| Sandra McClinton | Sharon Miller     | Mary Mills       | Sharron Moran    | Sandra Palmer      |
| Renee Powell     | Jo Ann Prentice   | Betsy Rawls      | Barbara Romack   | Marilynn Smith     |
| Sandra Spuzich   | Beth Stone        | Louise Suggs     | Judy Torluemke   | Gerda Whalen       |
| Kathy Whitworth  | Peggy Wilson      | Mickey Wright    |                  |                    |
| Amateures        |                   |                  |                  |                    |
| Dorothy Germain  | Catherine Lacoste | Nancy Roth Syms  |                  |                    |

## Calendrier de la saison 1967
L'édition 1967 se déroule du 16 mars 1967 au 19 novembre 1967. La tableau suivant présente tous les tournois programmés pour la saison 1967. Les chiffres entre parenthèses correspondent au nombre de victoires remportées au moment de la victoire de la golfeuse audit tournoi remporté. Il est à noter que tous les tournois considérés comme tournois majeurs sont reconnus comme victoires officielles au palmarès du LPGA et ajoutés au palmarès des golfeuses, même avant sa création en 1950. Les tournois majeurs sont indiqués en gras.
| Date       | Tournoi                                            | Catégorie      | Dotation (US$) | Vainqueur individuelle       |
| ---------- | -------------------------------------------------- | -------------- | -------------- | ---------------------------- |
| 19/03/1967 | Open de St. Petersburg, Floride                    |                | 12 500 $       | Marilynn Smith (17)          |
| 26/03/1967 | Open de Venice, Floride                            |                | 10 000 $       | Kathy Whitworth (29)         |
| 02/04/1967 | Invitational de Louise Suggs, Floride              |                | 10 000 $       | Susie Maxwell (3)            |
| 23/04/1967 | Invitational de Raleigh, Caroline du Nord          |                | 12 000 $       | Kathy Whitworth (30)         |
| 30/04/1967 | Invitational de Shreveport Kiwanis Club, Louisiane |                | 10 000 $       | Mickey Wright (73)           |
| 07/05/1967 | Open de Tall City, Texas                           |                | 12 500 $       | Carol Mann (8)               |
| 15/05/1967 | Open de Dallas Civitan, Texas                      |                | 16 800 $       | Jo Ann Prentice (2)          |
| 21/05/1967 | Open de Babe Zaharias, Texas                       |                | 10 000 $       | Marilynn Smith (18)          |
| 04/06/1967 | Open de St. Louis, Missouri                        |                | 13 500 $       | Kathy Whitworth (31)         |
| 11/06/1967 | Invitational de Blue Grass, Kentucky               |                | 10 000 $       | Mickey Wright (74)           |
| 18/06/1967 | Open de Milwaukee Jaycee, Wisconsin                |                | 15 000 $       | Susie Maxwell (4)            |
| 25/06/1967 | Invitational de Buckeye Savings, Ohio              |                | 14 000 $       | Carol Mann (9)               |
| 02/07/1967 | Open américain, New Jersey                         | Tournoi majeur | 25 000 $       | Catherine Lacoste (1) - (a.) |
| 09/07/1967 | Open de Lady Carling I, Maryland                   |                | 15 000 $       | Mickey Wright (75)           |
| 16/07/1967 | Championnat de la LPGA, Nevada                     | Tournoi majeur | 17 500 $       | Kathy Whitworth (32)         |
| 22/07/1967 | Open de Supertest, Canada                          |                | 18 000 $       | Carol Mann (10)              |
| 06/08/1967 | Open de Lady Carling II, Ohio                      |                | 20 500 $       | Kathy Whitworth (33)         |
| 20/08/1967 | Western Open, Wisconsin                            | Tournoi majeur | 10 000 $       | Kathy Whitworth (34)         |
| 27/08/1967 | Open d'Amarillo, Texas                             |                | 13 000 $       | Sandra Haynie (12)           |
| 10/09/1967 | Classic de Pacific, Oregon                         |                | 10 750 $       | Clifford Ann Creed (10)      |
| 17/09/1967 | Invitational de Shirley Englehorn, Idaho           |                | 11 000 $       | Shirley Englehorn (6)        |
| 24/09/1967 | Invitational de Mickey Wright, Californie          |                | 11 500 $       | Sandra Haynie (13)           |
| 01/10/1967 | Open de Los Angeles, Californie                    |                | 16 000 $       | Kathy Whitworth (35)         |
| 22/10/1967 | Open de Carlsbad Jaycee, Nouveau-Mexique           |                | 11 000 $       | Murle Lindstrom (3)          |
| 29/10/1967 | Open d'Alamo, Texas                                |                | 12 500 $       | Kathy Whitworth (36)         |
| 05/11/1967 | Open de Corpus Christi Civitan, Texas              |                | 11 500 $       | Clifford Ann Creed (11)      |
| 12/11/1967 | Classic de Quality Chek'd, Texas                   |                | 11 500 $       | Margie Masters (1)           |
| 19/11/1967 | Invitational de Pensacola, Floride                 |                | 10 000 $       | Mickey Wright (76)           |

## Classements saison 1967

### Tableau des gains («Money list»)
Le tableau ci-dessous est le classement des golfeuses par gains obtenus sur cette saison 1967. Le classement par gains est remporté par Kathy Whitworth avec 32 937 $ remportés.
| Cla. | Golfeuses       | Gains    | Victoires |
| ---- | --------------- | -------- | --------- |
| 1    | Kathy Whitworth | 32 937 $ | 8         |

### Trophée Vare («Vare Trophy»)
Le tableau ci-dessous est le classement des golfeuses par scores les plus bas sur cette saison 1967.
| Cla. | Golfeuses       | Moyenne |
| ---- | --------------- | ------- |
| 1    | Kathy Whitworth |         |